# Marek Konwa
Marek Konwa, né le 11 mars 1990 à Zielona Góra, est un coureur cycliste polonais pratiquant le cyclo-cross et le VTT cross-country.

## Biographie
En cyclo-cross, il a obtenu la médaille de bronze du championnat du monde espoirs de 2010 à la suite du déclassement pour dopage de ses coéquipiers de l'équipe de Pologne, les frères Paweł et Kacper Szczepaniak, initialement premier et deuxième.

## Palmarès en cyclo-cross
- 2006-2007
  -  Champion de Pologne juniors
  - 9e du championnat du monde de cyclo-cross juniors
- 2007-2008
  - Superprestige juniors #4, Gieten
  - Grand Prix Lille Métropole juniors
  - Koppenbergcross juniors
  - 3e du championnat de Pologne juniors
- 2008-2009
  - Superprestige espoirs #2, Veghel
  - 2e du championnat de Pologne espoirs
  - 9e du championnat du monde espoirs
- 2009-2010
  -  Médaillé de bronze du championnat du monde espoirs[1]
- 2010-2011
  -  Champion de Pologne de cyclo-cross espoirs
- 2011-2012
  -  Champion de Pologne de cyclo-cross espoirs
  - XVIII Bryksy Cross, Gościęcin
  - 6e du championnat du monde de cyclo-cross espoirs
- 2012-2013
  -  Champion de Pologne de cyclo-cross
  - Bryksy Cross, Gościęcin
- 2013-2014
  -  Champion de Pologne de cyclo-cross
- 2014-2015
  -  Champion de Pologne de cyclo-cross
- 2015-2016
  -  Champion de Pologne de cyclo-cross
- 2016-2017
  -  Champion de Pologne de cyclo-cross
- 2017-2018
  -  Champion de Pologne de cyclo-cross
  - GP Poprad, Poprad
  - Toi Toi Cup #6, Jabkenice
  - 3e de la Toi Toi Cup
- 2018-2019
  -  Champion de Pologne de cyclo-cross
- 2019-2020
  -  Champion de Pologne de cyclo-cross
- 2020-2021
  -  Champion de Pologne de cyclo-cross
  - Bryksy Cross Gościęcin, Gościęcin
  - Toi Toi Cup #7, Kolín
- 2021-2022
  -  Champion de Pologne de cyclo-cross
  - Toi Toi Cup #2, Hlinsko
  - Munich Super Cross, Munich
  - Bryksy Cross Gościęcin, Gościęcin
  - Int. Sparkassen Querfeldein GP Pferdezentrum Austria, Stadl-Paura
  - 2e de la Toi Toi Cup
- 2022-2023
  -  Champion de Pologne de cyclo-cross
  - Mikolow 800th Anniversary Cup/Puchar 800-lecie Mikołowa, Mikołów
  - Grand Prix X-Bionic Samorin 1, Šamorín
  - XXIX Bryksy Cross Gościęcin, Gościęcin
  - Toi Toi Cup #7, Rýmařov
- 2023-2024
  -  Champion de Pologne de cyclo-cross
  - Classement général de la Toi Toi Cup : 
    - Toi Toi Cup #5, Rýmařov

  - Grand Prix Trnava, Trnava
  - International Cyclocross Grand Prix Cicli Francesconi, Salvirola
  - Grand Prix X-Bionic Samorin 1, Šamorín
  - Grand Prix X-Bionic Samorin 2, Šamorín
  - Grand Prix Ziar Nad Hronom, Žiar nad Hronom
  - Bryksy Cross Gościęcin, Gościęcin
  - Lubuskie Warte Zachodu, Zielona Góra
  - 9e du championnat du monde de cyclo-cross en relais mixte
- 2024-2025
  -  Champion de Pologne de cyclo-cross
  - Classement général de la HSF System Cup : 
    - HSF System Cup #4, Mladá Boleslav
    - HSF System Cup #6, Uničov

  - International Cyclo Cross Bad Salzdetfurth #2, Bad Salzdetfurth
  - Grand Prix Levoca, Uloža
  - Grand Prix Trnava, Trnava
  - Grand Prix Topoľčianky #2, Topoľčianky
  - Grand Prix Podbrezová, Podbrezová
  - Bryksy Cross Gościęcin, Gościęcin
  - Lubuskie Warte Zachodu, Zielona Góra

## Palmarès en VTT

### Championnats du monde
- Canberra 2009
  - 5e du cross-country espoirs
- Mont Sainte-Anne 2010
  - 6e du cross-country espoirs
- 2011 Champéry
  -  Médaille d'argent du cross-country espoirs
- 2014
  -  Médaillé d'argent du cross-country universitaire

### Coupe du monde
- Coupe du monde de cross-country espoirs
  - 2011 : 5e du classement général
- Coupe du monde de cross-country eliminator
  - 2014 : 16e du classement général
- Coupe du monde de cross-country
  - 2018 : 52e du classement général

### Championnats du monde universitaire
- Jelenia Góra 2014
  -  Champion du monde universitaire du contre-la-montre VTT[2]
  -  Médaillé d'argent du cross-country[3]

### Championnats de Pologne
- Champion de Pologne de cross-country : 2012, 2013, 2014, 2015 et 2017

## Palmarès sur route
- 2018
  -  Médaillé d'argent du championnat du monde universitaire du contre-la-montre